# NGC 5477
NGC 5477 (również PGC 50262 lub UGC 9018) – magellaniczna galaktyka spiralna (Sm), znajdująca się w gwiazdozbiorze Wielkiej Niedźwiedzicy. Została odkryta 14 kwietnia 1789 roku przez Williama Herschela. Galaktyka ta należy do grupy galaktyk M101.